# 巴博诺
巴博诺（Babonneau）是加勒比海岛国圣卢西亚西北部的一个内陆村庄，行政上由卡斯特里区负责管辖。该地为解救五旬节教堂和巴博诺中学的所在地。